# Magó (209 aC)
Magó  fou el comandant de la guarnició cartaginesa de Cartago Nova quan aquesta ciutat fou atacada per Publi Corneli Escipió el 209 aC. Magó només disposava d'un miler d'homes en armes però en arribar els romans va armar a dos mil persones més i va desplegar una gran energia i habilitat en la defensa, podent rebutjar el primer assalt romà. En el segon assalt els romans van escalar les muralles i van ocupar la ciutat. Magó es va retirar cap a la ciutadella, però veient que tota resistència era inútil es va rendir i fou enviat com a presoner de guerra a Roma.